# Taxi Driver (1954)
Taxi Driver ist ein Hindi-Film von Chetan Anand aus dem Jahr 1954.

## Handlung
Der Taxifahrer Mangal, von seinen Freunden „Hero“ genannt, ist ständiger Gast eines Nachtclubs, in dem die von ihm angehimmelte Anglo-Inderin Sylvie als Cabaret-Tänzerin arbeitet. Eines Abends rettet er die ambitionierte Nachwuchssängerin Mala vor Belästigungen durch zwei Straßenganoven. Sie war auf dem Weg zu dem Filmmusikkomponisten Ratanlal, der ihr beim Karrierestart behilflich sein sollte. Da sie Ratanlal nicht antreffen, nimmt Mangal sie bei sich auf. Im Laufe der Zeit kommen sich Mangal und Mala näher, doch sobald Besuch kommt, muss sich Mala als Mann verkleiden. Mangal lehrt sie Straßenjargon und andere Gewohnheiten des Proletariats. Die Romanze wird von den Aktivitäten einer kriminellen Bande gestört, die unter anderem Mangals Taxi entwenden, da sie ein Fahrzeug für einen Banküberfall benötigen. Die Gang liefert sich am Ende eine Schießerei mit Mangals Freunden im Nachtclub.

## Musik
Die meisten der von S. D. Burman geschriebenen Lieder sind Kabarett-Nummern für „Sylvie“. Zu Hits wurden jedoch insbesondere die von Kishore Kumar gesungene Taxifahrer-Nummer Chahe koi khush ho chahe galiyan hazaar de und das von Talat Mahmood interpretierte tragische Jaye to jaye kahan. Die weiblichen Interpreten der Filmsongs sind Asha Bhosle und Lata Mangeshkar. Die Liedtexte stammen von Sahir Ludhianvi.

## Sonstiges
Die Brüder Dev und Chetan Anand produzierten den Film mit ihrer Filmgesellschaft „Navketan Prod.“. Das Drehbuch entstand nach einer Geschichte von Uma und Vijay Anand. 1976 drehte Dev Anand ein Remake des Films unter dem Titel Jaaneman.

## Auszeichnungen
Filmfare Award 1955
- Filmfare Award/Beste Musik an Sachin Dev Burman

## Kritiken
Laut Encyclopaedia of Indian Cinema hat Dev Anand hier in seiner Rolle als Taxifahrer seine bekannteste Proletarier-Darstellung geliefert; dies in einer Geschichte, die vom film noir inspiriert sei.